# Groeve het Kornelsbergske
De Groeve het Kornelsbergske of Groeve het Cornelsbergske is een Limburgse mergelgroeve in de Nederlandse gemeente Valkenburg aan de Geul in Zuid-Limburg. De ondergrondse groeve ligt ten zuidoosten van Valkenburg aan de Sibbergrubbe op de noordoostelijke rand van het Plateau van Margraten in de overgang naar het Geuldal. Ter plaatse duikt het plateau een aantal meter steil naar beneden.
Direct ten zuidoosten van de groeve ligt de Groeve het Paulusbergske, aan de overzijde van de Sibbergrubbe ligt de Groeve Lemmekenskoel, op ongeveer 200 meter naar het noordoosten liggen de Vallenberggroeve en de Groeve van de Verdwenen Honden en ongeveer 100 meter naar het zuiden ligt de Groeve het Nullelokske.

## Geschiedenis
Van de 17e tot in de 19e eeuw werd de groeve door blokbrekers ontgonnen voor de winning van kalksteen.

## Groeve
De groeve heeft een oppervlakte van 169 vierkante meter met 42 meter aan ganglengte.